# Ценококкум
Ценоко́ккум (лат. Cenococcum) — монотипный род микоризообразующих грибов. По данным последних филогенетических исследований, относится к семейству Gloniaceae, занимающему неопределённое систематическое положение в классе Dothideomycetes. Единственный вид — Cenococcum geophilum, также известный под названием Cenococcum graniforme.
Механизмы как полового, так и бесполого размножения у гриба в настоящее время не обнаружены, гриб существует только в виде мицелия, связанного с концами корней растений, и склероциев.
Считается самым распространённым образующим микоризу грибом в мире. Единственный известный представитель класса Dothideomycetes, насчитывающего 19 000 видов, относящийся к экологической группе микоризообразователей.

## Описание
Ценококкум не образует известных спор, верное определение вида возможно только при изучении характеристик чистых культур и строения мицелия. Мицелий чёрного цвета, моноподиально, изредка дихотомически разветвлённый. Гифы прямые, утолщённые, неветвистые, радиально отходящие от гифовой мантии, немногочисленные до густых. Мантия 20—30 мкм толщиной, состоит из тёмноокрашенных утолщённых гиф 5—10 мкм в диаметре на периферии и более тонких и бледных гиф 2,5—4 мкм толщиной ближе к корням растения. Гифы сети Гартига неокрашенные, более тонкие, тонкостенные.
Мицелий в культурах чёрно-коричневый, медленно растущий. Гифы сначала желтоватые, затем коричнево-чёрные или бронзовые, (1,5)3,5—6,5(8,2) мкм толщиной. Септы простые, клеточные стенки толстые, от 0,2 мкм у недавно образовавшихся гиф до 0,7 мкм у старых.
Хламидоспоры обычно интеркалярные, редко конечные, от эллиптических и шаровидных до грушевидных, 8—12,8×6—8 мкм.
Склероции 0,05—7 мм в диаметре, шаровидные, коричневые или чёрно-коричневые, с блестящей поверхностью.

## Экология
Образует эктомикоризу с большим разнообразием голосеменных и покрытосеменных растений, а также с папоротниками (щитовник мужской), описана также эндомикориза с звездчаткой жёстколистной. Способы распространения гриба, не образующего спор, на большие расстояния, не известны. Выдвигались предположения о распространении с помощью склероциев, а также о занесении гриба в различные места при пересадке связанных с ним растений. Ввиду появившихся данных о генетической неоднородности гриба наиболее вероятным представляется распространение посредством в настоящее время не известного процесса полового размножения.

## История описания и номенклатура
Впервые склероции ценококкума были описаны Джеймсом Сауэрби в 1803 году под названием Lycoperdon graniforme. В 1825 году Элиас Магнус Фрис отнёс этот вид к новому роду Cenococcum, переименовав его в Cenococcum geophilum. Чёрный мицелий был впервые выделен А. А. Хэтчем в 1934 году, предварительно назван Mycelium radicus nigrostrigosum. Связь между этим мицелием и склероциями была впервые показана в 1942 году шведским ботаником Даниелем Линеллем.
Родовое название образовано от др.-греч. κενός — «пустой» и κόκκος — «зерно, ядро семян».
- Cenococcum graniforme (Sowerby) Ferd. & Winge, 1925
- Lycoperdon graniforme Sowerby, 1803

## Поиск эволюционного родства
С XIX века половой стадией ценококкума предполагался род Elaphomyces, часто встречающийся вместе с ценококкумом, нередко переплетаясь гифами. Элафомицес — микоризообразователь, единственный род, образующий микоризу, в другом классе аскомицетов — Eurotiomycetes.
В 1996 году был проведён анализ нескольких последовательностей 18S рРНК пяти штаммов ценококкума и трёх видов элафомицеса. Также эти последовательности сравнили с 44 другими родами аскомицетов из различных классов. В результате было показано, что ценококкум и элафомицес не являются родственниками.
Причиной того, что половая стадия ценококкума в настоящее время неизвестна, может быть недостаточный видовой охват секвенирования рРНК микроскопических грибов. Если же такой стадии действительно не существует, это может свидетельствовать о том, что ценококкум представляет собой древнюю ветвь эволюции аскомицетов, отделившуюся от остальных Dothideomycetes более 150 млн лет назад. Однако наличие у ценококкума рекомбинации генов, обнаруженной в нескольких популяциях, говорит о вероятном наличии полового или парасексуального процесса.